# Takamasa Watanabe
Takamasa Watanabe (渡辺 隆正 Watanabe Takamasa?), född 12 maj 1977 i Tokyo prefektur, är en japansk före detta fotbollsspelare.
Watanabe började sin karriär 2001 i Urawa Reds. Han avslutade karriären 2002.